# Forteresse de Klis
La forteresse de Klis (en croate : Tvrđava Klis ; en italien : Fortezza di Clissa) est une forteresse médiévale située au-dessus du village de Klis, près de Split, en Croatie. D'abord petite forteresse construite par l'ancienne tribu illyrienne des Dalmatae, puis château royal et siège de nombreux rois croates, et enfin grande forteresse pendant les guerres ottomanes en Europe, la forteresse de Klis a gardé la frontière tout au long de ces périodes. Elle a été perdue et reconquise à plusieurs reprises au cours de ses deux mille ans d'histoire. Grâce à sa situation sur un col qui sépare les montagnes Mosor et Kozjak, la forteresse a servi de source majeure de défense en Dalmatie, en particulier contre l'Empire ottoman. Elle a été un carrefour entre la mer Méditerranée et les Balkans.
Depuis que le duc Mislav du duché de Croatie a fait de la forteresse de Klis le siège de son pouvoir au milieu du IXe siècle, la forteresse a servi à de nombreux souverains croates. Son successeur, le duc Trpimir Ier, est connu pour avoir répandu le christianisme dans le duché de Croatie. Il agrandit la forteresse de Klis et, à Rižinice [hr], dans la vallée située sous la forteresse, il construisit une église et le premier monastère bénédictin de Croatie. Sous le règne du premier roi croate, Tomislav, Klis et Biograd na Moru furent ses principales résidences.
En mars 1242, devant la forteresse, les Tatars servant dans l'armée mongole ont subi une défaite majeure alors qu'ils poursuivaient l'armée hongroise dirigée par le roi Béla IV. Au cours du Moyen Âge tardif, la forteresse était gouvernée par la noblesse croate, parmi laquelle Paul Ier Šubić de Bribir était l'un des représentants le plus important. Sous son règne, la maison Šubić contrôlait la majeure partie de la Croatie et de la Bosnie actuelles. À l'exception de la brève possession par les forces du roi de Bosnie, Tvrtko Ier, la forteresse est restée aux mains des Hongrois et des Croates pendant plusieurs centaines d'années, jusqu'au XVIe siècle.
La forteresse de Klis est surtout connue pour son rôle dans l'invasion ottomane de l'Europe au début du XVIe siècle. Le capitaine croate Petar Kružić a mené la défense de la forteresse contre une invasion turque et un siège qui a duré plus de deux décennies et demie. Au cours de cette défense, alors que Kružić et ses soldats se battaient sans alliés contre les Turcs, la faction militaire des Uskoks s'est formée, qui est devenue plus tard célèbre en tant que secte militante croate d'élite. En fin de compte, les défenseurs ont été vaincus et la forteresse a été prise par les Ottomans en 1537. Après plus d'un siècle sous la domination ottomane, en 1669, la forteresse de Klis a été assiégée et saisie par la république de Venise. Les Vénitiens ont restauré et agrandi la forteresse. En 1797, la forteresse a été prise par l'Autriche après la chute de la république de Venise. Aujourd'hui, la forteresse de Klis abrite un musée où les visiteurs de cette structure militaire historique peuvent voir un éventail d'armes, d'armures et d'uniformes traditionnels.

## Localisation
La forteresse est située au-dessus du village de Klis, à 11 kilomètres de la mer Adriatique, sur un col qui sépare les montagnes Mosor et Kozjak, à une altitude de 360 mètres, au nord-est de Split en Croatie[2]. En raison de sa position stratégique, la forteresse a été l'une des plus importantes fortifications de la région au cours de son histoire[3].
Perchée sur une éminence rocheuse isolée, inaccessible sur trois côtés, la forteresse domine Split, l'ancienne colonie romaine de Salona, Solin, Kaštela et Trogir, ainsi que la plupart des îles de la Dalmatie centrale[3][4]. Historiquement, la forteresse a contrôlé l'accès à la Bosnie, à la Dalmatie et à l'intérieur de la Croatie[3].[L'importance d'une telle position a été ressentie par toutes les armées qui ont envahi ou pris possession de cette partie de la Croatie[4]. La forteresse de Klis était un point contre lequel leurs attaques étaient toujours dirigées, et elle est remarquable pour les nombreux sièges qu'elle a résistés[4]. Elle a eu une valeur stratégique majeure en Croatie tout au long de l'histoire[3].

## Histoire

### Ancienne place forte des Illyriens et des Romains
Voir aussi : Dalmatie, Guerres illyriennes et Empire romain
La province romaine de Dalmatie. Klis se trouve au nord de Salonique.
L'ancienne tribu illyrienne des Dalmates, qui tenait une place forte à cet endroit, est le premier habitant connu à avoir vécu sur le site de l'actuelle forteresse de Klis[5], vaincue à plusieurs reprises et finalement annexée par les Romains en l'an 9 après J.-C.[5].La forteresse actuelle de Klis était connue des Romains sous le nom d'"Andetrium" ou d'"Anderium"[6], et plus tard de "Clausura", qui est à l'origine de "Clissa" et du "Klis" moderne[4]. Pour les Romains, Klis est devenue célèbre pour son célèbre siège par Auguste, à l'époque de la révolte des Illyriens en Dalmatie[7].La route qui menait de Klis à Salona était appelée "Via Gabiniana" ou "Via Gabinia", qui, d'après une inscription trouvée à Salona, semble avoir été construite par Tibère[4].[Au sud-est de la forteresse, les traces d'un camp romain sont encore visibles, ainsi qu'une inscription gravée sur un rocher, toutes deux supposées être contemporaines du siège sous Tibère[4]. La description de ce siège pendant les guerres d'Illyrie démontre que cette place était forte et inaccessible à l'époque[7].

### Période de migration et arrivée des Croates
Voir aussi : Période de migration et Croates
Après la chute de l'Empire romain, les Barbares ont pillé la région de Klis[8], qui a d'abord été gouvernée par Odoacer, puis par Théodoric le Grand, qui a éliminé Odoacer et établi un royaume ostrogoth[8]. Après que Justinien Ier a mené une guerre presque continue pendant quarante ans pour récupérer l'ancien Empire romain, il s'est emparé de la Dalmatie, et Klis a fait partie de l'Empire byzantin à partir de 537[8].[Le nom de Klis (Kleisa ou Kleisoura) est décrit pour la première fois au chapitre 29 du De Administrando Imperio de l'empereur Constantin Porphyrogénitus[9] : en décrivant la colonie romaine de Salona, Constantin VII parle de la forteresse, qui a peut-être été conçue ou améliorée pour empêcher les Slaves d'attaquer les villes côtières et les routes[9].
Salona, capitale de la province de Dalmatie, est saccagée et détruite en 614 par les Avars et les Slaves[10], et la population se réfugie à Split, le palais fortifié de Dioclétien, qui résiste aux envahisseurs[10].[Au VIIe siècle, les Avars sont chassés par une deuxième vague de Croates[10], à l'invitation de l'empereur Héraclius, afin de contrer la menace avare qui pèse sur l'Empire byzantin[11].

### Château royal
Voir aussi : Duché de Croatie et Royaume de Croatie (925-1102)
Vue nocturne de la forteresse de Klis depuis le nord, avec la ville de Split en arrière-plan.
Dès le début du VIIe siècle, Klis est une importante place forte croate, puis l'un des sièges de nombreux souverains croates[3]. Au IXe siècle, le duc croate Mislav du duché de Croatie, de 835 à 845, fait du château de Klis le siège de son trône[2]. Malgré la suzeraineté franque, les Francs ne jouent pratiquement aucun rôle en Croatie entre les années 820 et 840. Après la mort de Mislav, à partir du duc Trpimir Ier, Klis est gouvernée par les membres royaux de la maison Trpimirović, qui sont d'abord ducs du duché de Croatie (dux Croatorum), puis rois du royaume de Croatie (rex Croatorum). Ils firent de la place forte romaine primitive leur capitale[3]. Les relations avec les Byzantins s'améliorèrent considérablement sous le duc croate Trpimir Ier, qui déplaça la résidence principale du dux de Nin à Klis[12].

Le règne de Trpimir Ier, successeur de Mislav, est important pour la diffusion du christianisme dans l'État croate médiéval et pour la première mention du nom " Croates " dans des documents nationaux[13][14] Le 4 mars 852, Trpimir Ier publie une " Charte à Biaći " (latin : in loco Byaci dicitur) en latin, confirmant les donations de Mislav à l'archevêché de Split[14].Dans ce document, Trpimir Ier se nomme lui-même : " Par la miséricorde de Dieu, duc des Croates " (latin : Dux Chroatorum iuvatus munere divino), et son royaume " royaume des Croates " (latin : Regnum Chroatorum)[14]. Dans le même document, Trpimir Ier mentionne Klis comme sa propriété - son siège[13].[Sous Klis, à Rižinice [hr], le duc Trpimir construisit une église et le premier monastère bénédictin de Croatie, connu grâce à la découverte d'un fragment de pierre sur un arc de pignon d'un écran d'autel, portant le nom et le titre du duc[13].

(Latin ... pro duce Trepimero ... – English... for Duke Trpimir ...)

Des fouilles archéologiques ont révélé qu'une église dédiée à Saint-Guy avait été fondée au 10e siècle par un certain roi croate et son épouse, la reine Domaslava, et qu'elle avait été détruite lors des conquêtes ottomanes au 16e siècle[15].
Un théologien saxon controversé du milieu du IXe siècle, Gottschalk d'Orbais, a séjourné à la cour de Trpimir entre 846 et 848[13] Son ouvrage "De Trina deitate" est une source importante d'informations sur le règne de Trpimir[13].[Gottschalk a été témoin de la bataille entre Trpimir et le stratège byzantin, qui a vu la victoire de Trpimir[13]. Sous le règne du roi croate Tomislav, qui n'avait pas de capitale permanente, le château de Klis et Biograd étaient ses principales résidences[16].

### Templiers
Voir aussi : Royaume de Croatie (1102-1526), Royaume de Hongrie et Templiers
Royaume de Croatie vers 1097 - 1102, pendant la crise de succession. Klis est situé au nord de Spalato.
À partir du début du XIIe siècle, et après la décadence de la famille royale croate autochtone des Trpimirović, le château de Klis est principalement gouverné par la noblesse croate, sous la suprématie des rois hongrois. Le Royaume de Croatie et le Royaume de Hongrie étaient, à partir de 1102, dans une union personnelle de deux royaumes, unis sous le roi hongrois[Note 1][17].
Lors de sa participation à la cinquième croisade, il nomme Pontius de Cruce, maître de l'Ordre dans le royaume de Hongrie, régent en Croatie et en Dalmatie[18], puis, à son retour en 1219, en reconnaissance de l'important soutien logistique et financier que l'Ordre lui a apporté pendant la campagne, il accorde à l'Ordre le domaine de Gacka[18].À son retour en 1219, en reconnaissance de l'important soutien logistique et financier que l'Ordre lui avait apporté pendant la campagne, il lui concéda le domaine de Gacka[18] Avant même son départ de la ville de Split en 1217, il avait cédé aux Templiers le château de Klis (Clissa), un point stratégique dans l'arrière-pays de Split (Spalato), qui contrôlait les approches de la ville[4][18][19].[Le roi André hésitait à confier le château de Klis à l'un ou l'autre des magnats locaux, sachant quel grand mal pouvait en résulter[19], et souhaitait que Split reçoive le château de Klis pour la défense de sa ville[19].[La ville de Split se montrant peu intéressée par les faveurs royales, le roi confie Klis aux Templiers[19]. Peu après, les Templiers perdent Klis et, en échange, le roi leur donne la ville côtière de Šibenik (Sebenico)[18].

### Siège mongol
Voir aussi : Invasion mongole de l'Europe
Béla IV fuit devant les Mongols.
Les Tatars sous la direction de Kadan connaissent un échec majeur en mars 1242 à la forteresse de Klis, alors qu'ils sont à la recherche de Béla IV de Hongrie[5]. Les Tatars croient que le roi se trouve dans la forteresse de Klis et commencent à attaquer de tous les côtés, lançant des flèches et des lances[20]. Cependant, les défenses naturelles de la forteresse offrent une protection et les Tatars ne peuvent causer que des dommages limités[20]. Ils descendent de leurs chevaux et commencent à ramper main dans la main jusqu'à un terrain plus élevé[20].Mais les défenseurs de la forteresse leur lancent d'énormes pierres et parviennent à en tuer un grand nombre[20] Ce revers ne fait qu'accroître la férocité des Tatars, qui s'approchent des grandes murailles et se battent au corps à corps[20].[Ils pillent les maisons situées à l'extérieur de la forteresse et emportent beaucoup de butin, mais ne parviennent pas à prendre Klis[20]. Apprenant que le roi n'est pas là, ils abandonnent leur attaque et montent sur leurs montures en direction de Trogir[20], un certain nombre d'entre eux bifurquant vers Split[20].
Les Mongols attaquent les villes dalmates au cours des années suivantes, mais se retirent finalement sans grand succès, le terrain montagneux et la distance ne convenant pas à leur style de guerre[21] Ils poursuivent Béla IV de ville en ville en Dalmatie[21].[La noblesse croate et des villes dalmates comme Trogir et Rab aident Béla IV à s'échapper[21]. Après cet échec, les Mongols se retirent et Béla IV récompense les villes et la noblesse croates[21]. Seule la ville de Split n'aide pas Béla IV dans sa fuite[21].
Certains historiens affirment que le terrain montagneux de la Dalmatie croate a été fatal aux Mongols, car ils ont subi de lourdes pertes lorsqu'ils ont été attaqués par les Croates à partir d'embuscades dans les cols de montagne[21] ; d'autres historiens affirment que la mort d'Ögedei Khan (Croate : Ogotaj) a été la seule raison de la retraite[22]. Une grande partie de la Croatie est pillée par les Mongols, mais sans succès militaire majeur[21]. Sainte Marguerite (27 janvier 1242 - 18 janvier 1271), fille de Béla IV et de Maria Laskarina, naît dans la forteresse de Klis lors de l'invasion mongole de la Hongrie-Croatie[3].

### Le règne de Šubić
Voir aussi : Maison de Šubić
L'affaiblissement de l'autorité royale sous Étienne V de Hongrie permet à la Maison Šubić de retrouver son ancien rôle en Dalmatie[22].En 1274, Stjepko Šubić de Bribir meurt, et Paul Ier Šubić de Bribir lui succède en tant qu'aîné de la famille[22].Bientôt, Ladislas IV de Hongrie, reconnaissant l'équilibre des pouvoirs en Dalmatie, nomme Paul Ier comme ban de Croatie et de Dalmatie[22].Ladislas IV meurt en 1290 sans laisser de fils, et une guerre civile s'engage entre les candidats rivaux, le pro-hongrois André III de Hongrie et le pro-croate Charles Martel d'Anjou[23] Le père de Charles Martel, Charles II de Naples, attribue toute la Croatie, du mont Gvozd à l'embouchure de la Neretva, de manière héréditaire à Paul Ier Šubić de Bribir[23].Ainsi, Charles a converti la position personnelle de Paul en tant que Ban en une position héréditaire pour la famille Šubić[23]. Tous les autres nobles de cette région devaient être vassaux de Paul Šubić[23]. En réponse, André III a publié en 1293 une charte similaire pour Paul Šubić[23]. Pendant cette lutte pour le trône, George I Šubić de Bribir, le frère de Ban Paul, s'est rendu en Italie, rendant visite au pape et à la cour de Naples[24].[En août 1300, Georges Ier retourne à Split, emmenant avec lui Charles Robert[24] Paul Šubić accompagne Charles Robert (plus tard connu sous le nom de Charles Ier de Hongrie) à Zagreb, où il est reconnu comme roi ; puis ils se rendent à Esztergom, où, en 1301, l'archevêque d'Esztergom le couronne comme roi de Hongrie et de Croatie[24].
Paul Ier Šubić, ban de Croatie et de Dalmatie, devient seigneur de toute la Bosnie en 1299[25] Bien que soutenant le roi, Paul Ier continue d'agir de manière indépendante et règne sur une grande partie de la Croatie et de la Bosnie actuelles.Il nomme ses frères commissaires des villes dalmates et confie Split à son frère Mladen I Šubić, et Šibenik, Nin, Trogir et Omiš à son frère George I Šubić[25]. Après la mort de George I Šubić en 1302, son frère Mladen I Šubić règne en tant que Bosnian Ban sur la Bosnie depuis la forteresse de Klis, jusqu'à ce qu'il soit tué lors d'une bataille en 1304[25].[Ensuite, Šubić a donné la forteresse de Klis à son fils Mladen II Šubić, qui a régné sur la Bosnie comme son oncle Mladen I[25]. George II Šubić et son fils, Mladen III Šubić, ont régné sur la forteresse de Klis jusqu'à la fin du 14ème siècle.[Au cours de festivités estivales dans la forteresse de Klis, ouvertes à toute la population, Mladen III Šubić donne la main de sa sœur Jelena Šubić à Vladislas de Bosnie, de la Maison de Kotromanić[21] Jelena Šubić donne naissance au premier roi bosniaque, Tvrtko Ier, qui héritera plus tard de la forteresse[5].

### Dernier siège ottoman
Article principal : Siège de Klis
Le pape Paul III revendique certains droits sur Klis et, en septembre 1536, il est question à la Curie de renforcer les défenses de la forteresse[28]. Le pape fait savoir à Ferdinand qu'il est prêt à partager les frais de maintien d'une garnison convenable à Klis[28]. Ferdinand Ier envoie de l'aide à Klis et espère apparemment tenir la forteresse lorsque les Turcs l'assiègent à nouveau[28].Ferdinand Ier recrute des hommes à Trieste et ailleurs sur le territoire des Habsbourg, et le pape Paul III envoie des soldats d'Ancône[28] Les renforts, qui constituent une force de secours considérable, comptent environ 3 000 fantassins commandés par Petar Kružić, Niccolo dalla Torre et un commissaire pontifical, Jacomo Dalmoro d'Arbe[28].Le 9 mars 1537, ils débarquent près de Klis, au lieu-dit S. Girolamo, avec quatorze pièces d'artillerie[28] Après la mort d'Ibrahim, Soliman le Magnifique envoie 8 000 hommes sous le commandement de Murat-beg Tardić (Amurat Vaivoda), un renégat croate né à Šibenik, pour aller assiéger la forteresse de Klis (Clissa), et combattre Petar Kružić[29].[Un premier affrontement des secours chrétiens avec les Turcs est indécis, mais, le 12 mars, ils sont submergés par l'arrivée d'un grand nombre de Turcs[28].
Les tentatives de libération de la citadelle tournent à la farce[30] : les renforts mal entraînés envoyés par les Habsbourg s'enfuient par crainte des Turcs, et leurs tentatives pour remonter à bord de leurs bateaux dans la baie de Solin provoquent le naufrage de nombreux navires[30] : Niccolo dalla Torre et le commissaire pontifical parviennent à s'échapper[29] : Kružić lui-même - qui avait quitté la forteresse pour prendre contact avec les renforts - est capturé et exécuté.Kružić lui-même, qui avait quitté la forteresse pour prendre contact avec les renforts, est capturé et exécuté : la vue de sa tête sur un bâton est trop forte pour les derniers défenseurs de Klis, qui sont désormais prêts à abandonner la forteresse en échange d'un passage sûr vers le nord[30].[Après la mort de Petar Kružić, et faute d'approvisionnement en eau, les défenseurs de Klis se rendent finalement aux Ottomans en échange de leur liberté, le 12 mars 1537[5]. De nombreux citoyens fuient la ville, tandis que les Uskoci se retirent dans la ville de Senj, où ils continuent de combattre les envahisseurs turcs[5].

### Centre de sanjak de la Bosnie ottomane
Voir aussi : Bosnie Eyalet
Pendant les guerres ottomanes en Europe, la forteresse de Klis est, pendant un siècle, un centre administratif ou sanjak (Kilis Sancağı) de l'Eyalet de Bosnie[5] Le 7 avril 1596, les nobles de Split Ivan Alberti et Nikola Cindro, ainsi que des irréguliers Uskoci, Poljičani et Kaštelani, organisent une occupation de Klis[5] Aidés par des éléments dissidents de la garnison turque, ils y parviennent[5][31].[Le Bey Mustafa réagit en faisant passer plus de 10 000 soldats sous la forteresse[5].Le général Ivan Lenković, à la tête d'un millier d'Uskoci, vient au secours des 1 500 défenseurs de Klis[5].Au cours de la bataille, Ivan Lenković et ses hommes battent en retraite après avoir été blessés au combat, et la forteresse est perdue par les Turcs, le 31 mai[5].Néanmoins, ce soulagement temporaire trouve un écho en Europe et au sein de la population locale[5].
Petar Kružić combattant les Ottomans
Depuis leur position bien fortifiée dans la forteresse de Klis, les Turcs représentaient une menace constante pour les Vénitiens et la population croate locale des environs. En 1647, après le succès turc à Novigrad, on dit que les Turcs ont 30 000 soldats prêts à attaquer Split[32]. La Signoria envoie deux mille soldats avec des munitions et des provisions dans la région menacée[32]. Bien que Split et Zadar soient des forteresses solides, elles sont clairement en danger[32].

### Mosquée/église de Klis
Les Ottomans ont construit une mosquée en pierre avec un dôme et un minaret sur les fondations d'une ancienne chapelle catholique croate[33] à l'intérieur de la forteresse de Klis peu de temps après l'avoir conquise. Il s'agit d'une simple place construite avec un toit octogonal en pierre, conçue principalement pour un usage militaire/religieux par les garnisons stationnées à l'intérieur de la forteresse. Après avoir conquis la forteresse sur les Ottomans, les Vénitiens détruisirent le minaret et transformèrent la mosquée en église catholique romaine, dédiée à Saint-Guy (en croate : Crkva St. Vida)[3][33]. C'est l'une des trois mosquées ottomanes conservées sur le territoire de la Croatie, les deux autres se trouvant dans les villes de Drniš et Đakovo.

### Gouvernement vénitien
En 1420, le prétendant angevin Ladislas de Naples est vaincu et contraint de s'embarquer pour Naples. À son départ, il vend ses "droits" sur la Dalmatie à la république de Venise pour la somme relativement modique de 100 000 ducats, mais Klis et la forteresse de Klis restent des parties du Royaume de Croatie[3]. Cependant, Klis et la forteresse de Klis restèrent des parties du Royaume de Croatie[3]. Dès lors, les Vénitiens étaient désireux de prendre le contrôle de Klis, car la forteresse était l'un des points stratégiques les plus importants de la région[5].
Les Vénitiens se sont battus pendant des décennies avant de réussir à reprendre Klis[5]. Pendant la cinquième guerre ottomano-vénitienne en Dalmatie (1645-1669), les Vénitiens ont bénéficié du soutien de la population locale de Dalmatie, en particulier des Morlachs (Morlacchi)[5] Le commandant vénitien Leonardo Foscolo s'est emparé de plusieurs forts, a repris Novigrad, a temporairement capturé la forteresse de Knin et a réussi à contraindre la garnison de la forteresse de Klis à se rendre[34][35]. Dans le même temps, le siège de la forteresse de Šibenik par les Ottomans en août et septembre échoue[34][35].
À partir de 1669, la forteresse de Klis fut en possession des Vénitiens et le resta jusqu'à la chute de l'État vénitien[5], qui la restaurèrent et l'agrandirent pendant leur règne[3].[Après une autre guerre, la septième contre les Turcs de 1714 à 1718, les Vénitiens purent avancer jusqu'à l'actuelle frontière entre la Bosnie et la Croatie, prenant tout le Sinjsko Polje et Imotski[26]. Pendant un certain temps, Venise n'eut pas de défi sérieux à son autorité en Dalmatie, ce qui réduisit l'importance de la forteresse. Le succès de Napoléon dans les campagnes italiennes des guerres de la Révolution française entraîne le partage de la république de Venise en 1797[26], puis la prise de Klis par l'archiduché de Habsbourg d'Autriche à la suite du traité de Campo Formio[5].[À cette époque, la frontière entre l'Europe chrétienne et l'Europe musulmane s'est déplacée plus à l'est et la forteresse a perdu son importance stratégique[3]. Au XIXe siècle, sous la domination austro-hongroise, les militaires ont complètement abandonné la forteresse[3]. La dernière occupation militaire de la forteresse de Klis a été le fait des puissances de l'Axe au cours de la Seconde Guerre mondiale[3].

## Galerie

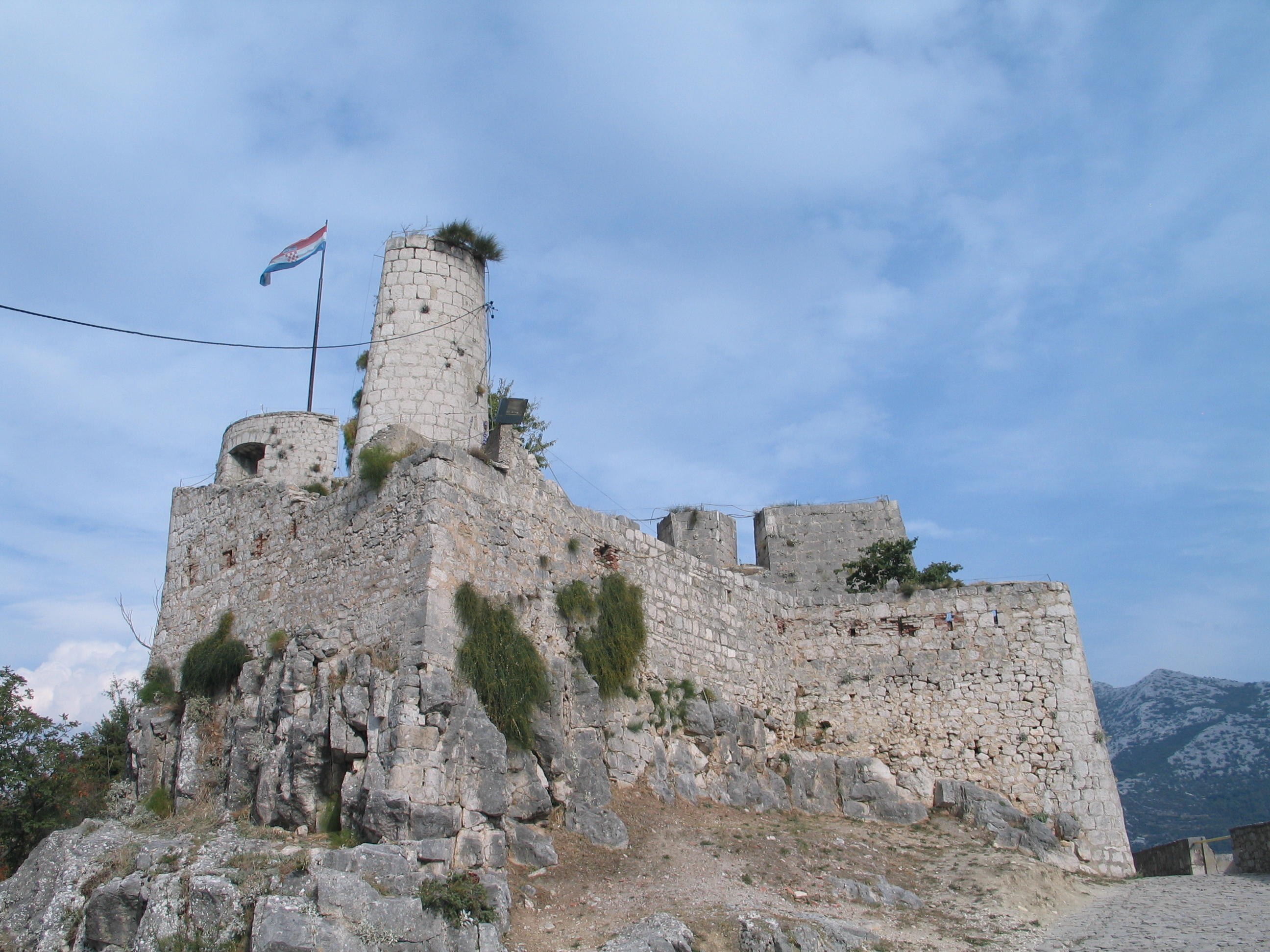
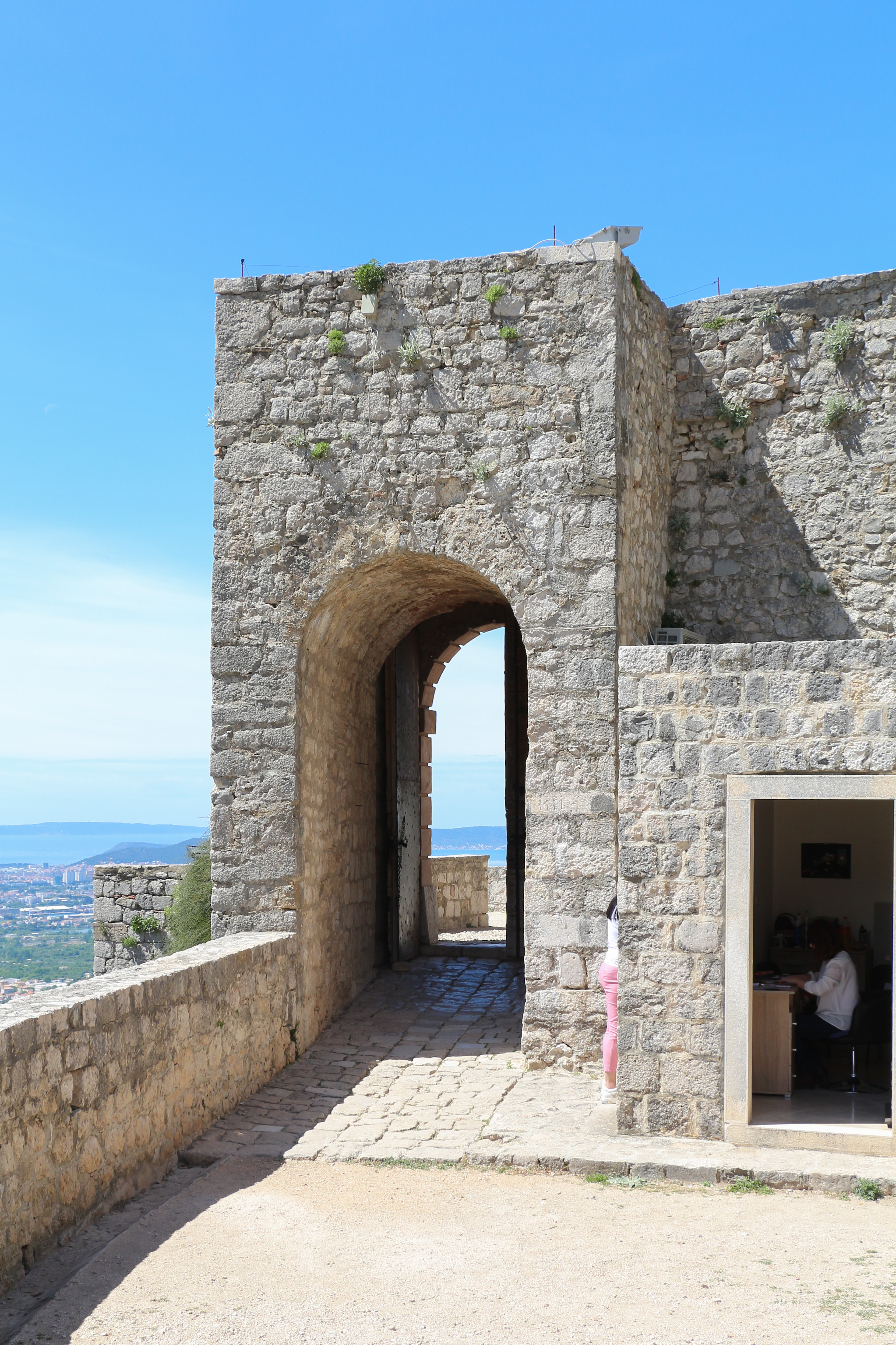
Première porte
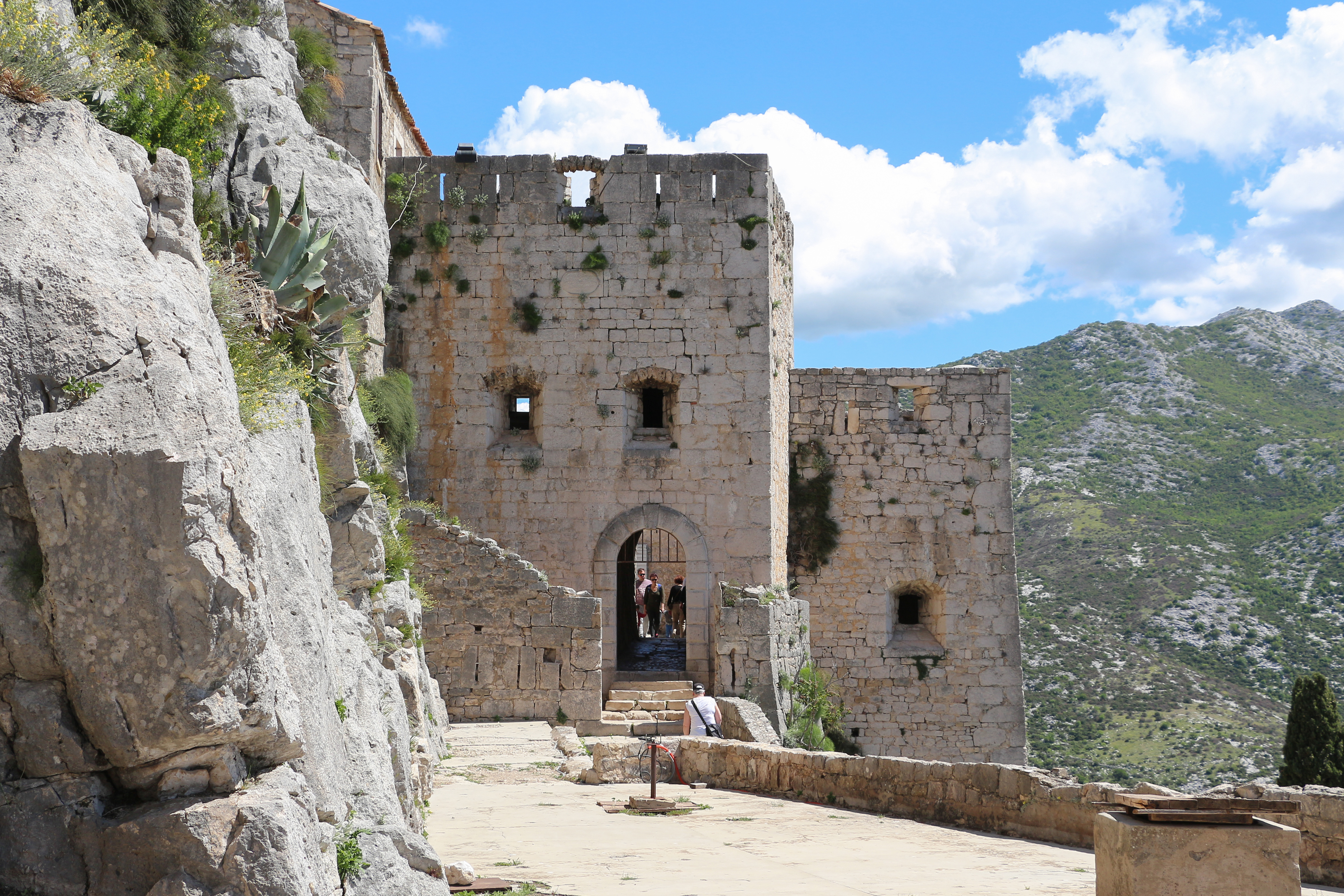
Troisième porte
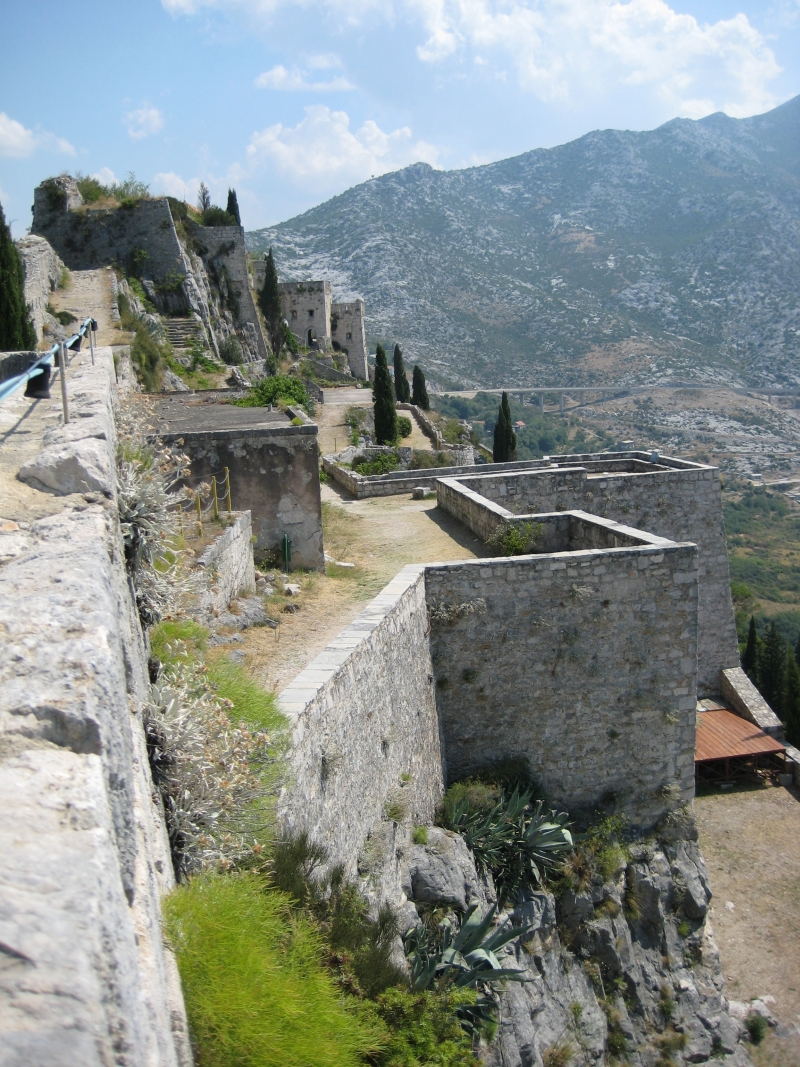
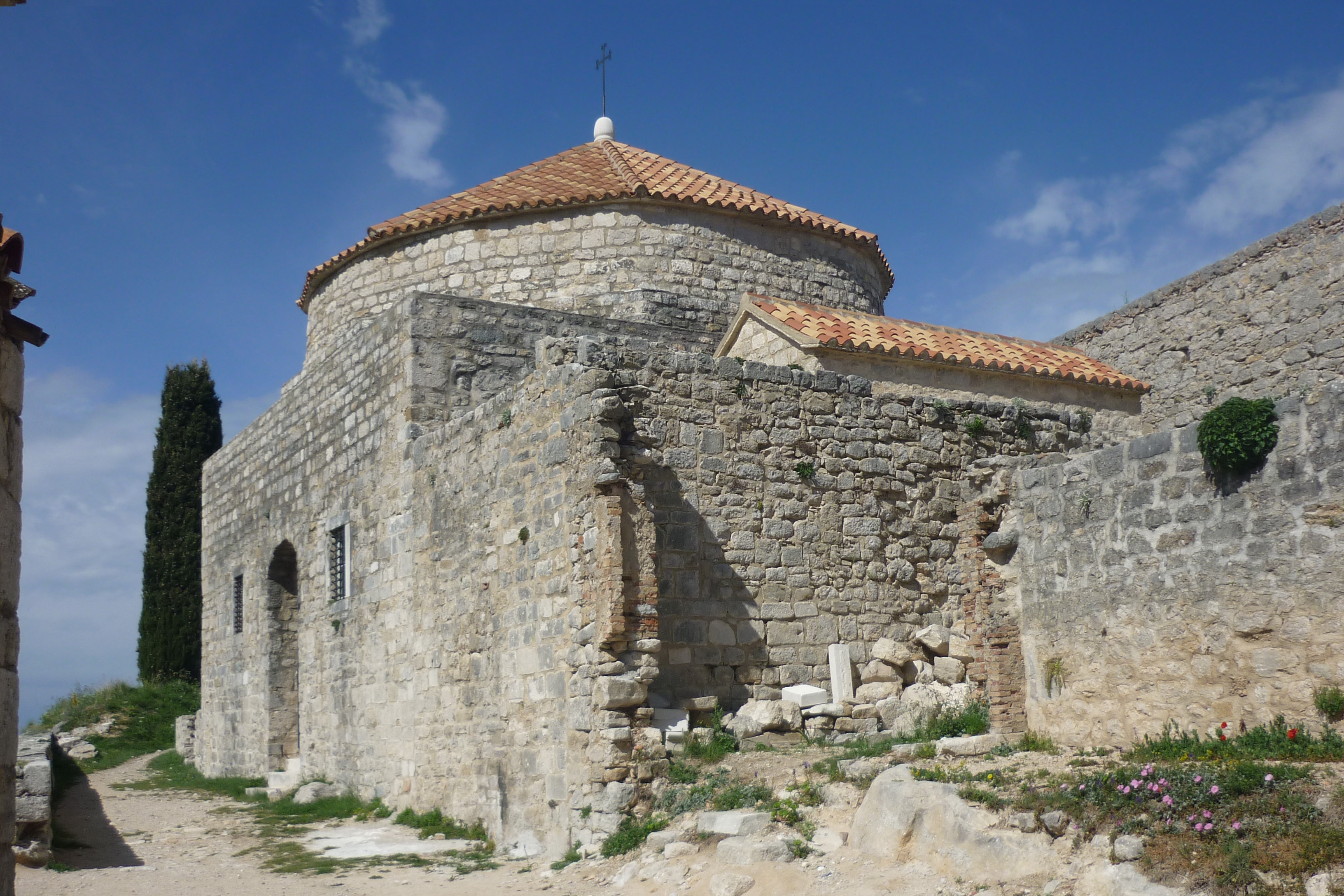
Église Saint-Vid